# Gonzalo Bazán Castillo
Gonzalo Bazán Castillo (Trujillo, 12 de enero de 1931 - Trujillo, 20 de noviembre de 1981) fue un importante dirigente sindicalista y político peruano. Fue conocido por liderar ante las más importantes instituciones a nivel nacional e internacional a los sindicatos de trabajadores del sector azucarero y agrario, así como por impulsar el cooperativismo en el Perú. Impulsó importantes obras de infraestructura y empresa para su localidad natal. Fue un militante aprista, razón por la cual, aunada a su actividad política, fue preso político bajo el régimen militar del general Juan Velasco Alvarado.

## Biografía

### Nacimiento e infancia
Gonzalo Bazán Castillo nació el 12 de enero de 1931 en Laredo, provincia de Trujillo, Perú. Inició su educación primaria en la Escuela Fiscal de Laredo, y luego en la Escuela Rural Chopitea, donde destacó como estudiante y deportista. Debido a la imposibilidad de cursar la educación secundaria, prosiguió su educación de forma autodidacta, fundamentalmente por medio de libros.
Desde los 11 años, laboraba en la Hacienda Laredo, una importante localidad azucarera, donde recogía caña de azúcar, sembraba arroz y se encargaba de la limpieza de la fábrica. Asimismo, fue ayudante cobrero del Taller General y, como tal, destacó como maestro artesano. 

### Inicios en la actividad sindical
En 1956, durante la democracia que se vivió bajo el gobierno de Manuel Prado Ugarteche, se abrió la era sindicalista en el Perú. En ese contexto, fue elegido, a los 25 años, como delegado del Taller General de la Hacienda Laredo. Luego, pasó a ser secretario general del Sindicato de Obreros de Laredo y Secretario General de la Unión Sindical de La Libertad. Más adelante, como secretario general de la Federación de Trabajadores Azucareros del Perú, organizó junto a Leónidas Cruzado (presidente de la Federación en 1971) a los sindicatos azucareros y agrarios del norte del Perú, llegando a ocupar la secretaría general adjunta de la Confederación de Trabajadores del Perú (CTP) en 1964. Por sus dotes de líder, fue apodado "El Kaiser".
Se afilió al Partido Aprista Peruano, en donde actuó como delegado azucarero ante el VII Congreso Nacional del Partido del Pueblo. Como militante aprista, participó en los debates sobre la escisión que sufrió el partido en 1959, cuando se originó un grupo denominado APRA Rebelde, encabezado por Luis De la Puente Uceda. En 1962, este grupo pasó a convertirse en el Movimiento de Izquierda Revolucionaria (MIR), quienes como tal intentaron ingresar a la localidad de Laredo. Gonzalo Bazán, junto a cientos de obreros y mujeres, les bloquearon el acceso a dicha localidad.
En ese mismo año, se originó un golpe de Estado al presidente Prado Ugarteche, encabezado por Ricardo Pérez Godoy. Por dicho motivo, los dirigentes sindicales huyeron para no ser apresados. Gonzalo Bazán es acogido en la chacra de Moisés Taboada para evitar el apresamiento.

### Consolidación como dirigente sindical
Posteriormente, en la función sindical, viajó al extranjero becado a los Estados Unidos, Puerto Rico, México, Panamá, Venezuela y Colombia. Asimismo, fue funcionario de la Federación Internacional de Trabajadores en Plantaciones Agrícolas y Similiares - FITPAS (IFPAAW por sus siglas en inglés) con sede en Suiza. Como tal, viaja por toda Sudamérica y Europa. 
Viajó a Venezuela, integrando la delegación del gobierno peruano y los trabajadores ante la Reunión Mundial de la Organización Internacional del Trabajo, realizado en Maracaibo.
Ante el gobierno de los Estados Unidos, sustentó una ponencia sobre tarifas preferenciales para el azúcar en el mercado norteamericano. Esta ponencia fue enunciada por Victor Raúl Haya de la Torre. Esto permitió a las haciendas azucareras obtener un precio mínimo por cada quintal de azúcar exportado. Dada la crisis mundial, propuso la cooperativización de la Hacienda Chiclín, en virtud de su quiebra inminente. En general, propuso que el paso siguiente de las haciendas era su cooperativización.
Como máximo dirigente de la Federación de Trabajadores Azucareros del Perú, fue elegido delegado ante la Corporación de Desarrollo de La Libertad (CORLIB). En 1966, pasó a ser su vicepresidente, cuando la presidencia lo desempeñaba el alcalde provincial de Trujillo, Guillermo Larco Cox. Como tal, consiguió la primera electrificación total del pueblo de Laredo.
En 1968, con el proceso de reforma agraria en las haciendas azucareras, se reintegró a sus labores en la empresa de Laredo, y fue elegido representante de los obreros ante el Comité Especial de Administración. Luego, fue elegido vicepresidente de la Comisión Organizadora de la naciente Cooperativa Agraria Laredo Ltda. N° 16.
Después del terremoto de 1970, Gonzalo Bazán fue apresado bajo el régimen militar del general Juan Velasco Alvarado, por medio del Ministro del Interior, Armando Artola Azcárate, quien ordenó su internamiento en la cárcel de Trujillo, por ser vicepresidente de la CORLIB. Junto a él, apresaron a Guillermo Larco Cox, Luis Alva Castro, Augusto Franco, Pablo Ferradas, entre otros. Después de un año, a la salida del Ministro Artola, recobró su libertad y se reincorporó a su trabajo de la Cooperativa Laredo. Sin embargo, no pudo ser elegido delegado porque el Sistema Nacional de Apoyo a la Movilización Social (SINAMOS), entidad estatal creada por Juan Velasco Alvarado, prohibió la postulación de apristas y sindicalistas.
En 1972, se consigue del SINAMOS la libre elección de los delegados y directivos. Integra el Consejo de Administración como vicepresidente, luego como presidente y delegado ante la Central de Cooperativas Azucareras del Perú (CECOAAP), de la que llegó a ser su presidente en diversas oportunidades.
Representando a los cooperativistas azucareros, viajó a diversos países, destacando su participación en la Reunión Mundial del Grupo de Países Latinoamericanos y del Caribe Exportadores de Azúcar (GEPLACEA), realizada en Ginebra, en tres oportunidades. Visitó, en su representación, países como Filipinas y República Dominicana.

### Obras impulsadas
Fue un adelantado del futuro cooperativo. Como presidente de la Cooperativa de Laredo, luchó por entregar utilidades a los trabajadores, las que fueron las más altas que se dieron en toda la época cooperativa. Impulsó diversas obras como la construcción del Jardín de la Infancia N° 06 de propiedad de la Empresa Cooperativa, el cerco perimétrico del Núcleo Educativo Antenor Orrego, con sus talleres y módulos húngaros, los cuales se gestionaron ante el Ministerio de Educación.
Tenía altos conceptos de participación de la propiedad real del cooperativista, de ahí su lucha permanente contra la dictadura militar. Impulsó mejorar las remuneraciones y utilidades de los trabajadores, aprovechando que en el periodo 1974 – 1975, la industria azucarera alcanzó el récord histórico de producción anual y de precios en sus ventas al extranjero.
Por sus gestiones de alto nivel, consiguió que el proyecto de Tableros Peruanos S.A. (TAPESA) se construyera en Laredo en 1973. Esta empresa tenía por finalidad dar valor agregado al bagazo de caña de azúcar, subproducto de la actividad principal de la Cooperativa de Laredo, utilizándolo para la producción de tableros aglomerados de partículas. Hasta la fecha, es la única empresa industrial peruana en el ramo. La construcción de TAPESA en Laredo brindó oportunidades de trabajo a los pobladores de la zona.
Asimismo, impulsó la construcción y apertura de la Granja Avícola en Laredo.
Fue elegido en más de una ocasión como presidente de los congresos azucareros nacionales, donde se tomaron acuerdos para superar las crisis por las que atravesaban las mismas, proponiendo la transferencia de los servicios al Estado y la Municipalidad para aligerar los altos costos de producción.

### Vida personal
Gonzalo Bazán contrajo matrimonio con Emperatriz Ramírez Mantilla, con quien tuvo a Fernando, Martha, Rousana, Luz Angélica y Flor. También es padre de Patricia y Juana. 
Fue presidente, en varias oportunidades del Club Unión Laredo. En su localidad natal, Laredo, se le sigue recordando por tener el respeto de la mayoría de trabajadores, debido a que a pesar de su educación autodidacta, consiguió llegar a los más altos cargos dirigenciales a nivel nacional e internacional.
Falleció el 20 de noviembre de 1981 en su ciudad natal, Laredo, a causa de insuficiencia renal. Tenía 50 años de edad.